# ضرعاء عامودية
ضرعاء عامودية (الاسم العلمي:Mammillaria columnaris) هي نوع غير مؤكد من النباتات يتبع جنس الضرعاء من الفصيلة الصبارية.